# Sự cố vịnh Oman tháng 6 năm 2019
Sự cố vịnh Oman tháng 6 năm 2019 là một sự cố vào ngày 13 tháng 6 năm 2019, trong đó hai tàu chở dầu đã bị tấn công gần Eo biển Hormuz trong khi đi qua vịnh Oman. Nó diễn ra chỉ một tháng sau sự kiện tháng 5 năm 2019 tại vịnh Oman và giữa căng thẳng tăng cao giữa Iran và Hoa Kỳ, với việc Hoa Kỳ đổ lỗi cho Iran về vụ việc.

## Bối cảnh
Cả hai sự cố xảy ra trong thời gian căng thẳng giữa Iran, Hoa Kỳ và Ả Rập Saudi cao. Vào ngày 8 tháng 5 năm 2018, Hoa Kỳ đã rút khỏi Kế hoạch hành động toàn diện chung với Iran, khôi phục lệnh trừng phạt Iran chống lại chương trình hạt nhân của họ. Đáp lại, Iran đe dọa sẽ đóng cửa Eo biển Hormuz đối với vận chuyển quốc tế sẽ gây ra hậu quả trên thị trường dầu mỏ toàn cầu. Eo biển này là một điểm nghẹt thở mang theo một lượng xuất khẩu dầu đáng kể cho nhu cầu thị trường thế giới. Do lệnh trừng phạt mới đối với Iran, sản lượng dầu của Iran đã đạt mức thấp lịch sử khi Ả Rập Saudi duy trì nguồn cung, giữ cho thị trường không bị ảnh hưởng. Tổng thống Hoa Kỳ Donald Trump đã đề nghị có các cuộc đàm phán với Iran về chương trình hạt nhân của họ, đề nghị chyển chúng thành một thỏa thuận nhằm loại bỏ các lệnh trừng phạt và giúp khắc phục nền kinh tế của họ. Tuy nhiên, ông không loại trừ khả năng xảy ra xung đột quân sự với Iran. Iran đã trả lời Trump bằng cách tuyên bố rằng sẽ không có cuộc đàm phán với Hoa Kỳ.
Vào ngày 5 tháng 5 năm 2019, cố vấn an ninh quốc gia Hoa Kỳ John Bolton tuyên bố rằng Hoa Kỳ đang triển khai nhóm tấn công tàu sân bay USS Abraham Lincoln và bốn máy bay ném bom B-52 đến Trung Đông để "gửi một thông điệp rõ ràng và không thể nhầm lẫn" tới Iran sau các báo cáo tình báo một âm mưu được cho là của Iran nhằm tấn công lực lượng Hoa Kỳ trong khu vực.
Vụ việc xảy ra sau gần một tháng sau sự kiện vịnh Oman tháng 5 năm 2019, nơi một cuộc điều tra quốc tế tuyên bố rằng bốn tàu chở dầu được gắn cờ ở Na Uy, Ả Rập Saudi và Các Tiểu vương quốc Ả Rập Thống nhất đã được nhắm mục tiêu thông qua một hoạt động tinh vi đặt các mìn buộc vào đáy tàu gây ra bởi "diễn viên nhà nước". Các cuộc tấn công, mà tình báo Mỹ đổ lỗi cho Iran, dẫn đến căng thẳng gia tăng hơn nữa.
Hai tàu chở dầu được nhắm đến là Front Altair thuộc sở hữu của Na Uy và Kokuka Courageous thuộc sở hữu của Nhật Bản đang vận chuyển các sản phẩm dầu mỏ từ Ả Rập Saudi, Qatar và Các Tiểu vương quốc Ả Rập Thống nhất. Front Altair đang chở Naptha từ Công ty Dầu khí Quốc gia Abu Dhabi (ADNOC), và đang đi từ Ruwais ở Các Tiểu vương quốc Ả Rập Thống nhất đến Đài Loan. Kokuka Courageous đang chở methanol từ Jubail, Ả Rập Saudi và Mesaieed, Qatar và đã đến Singapore.
Vụ việc cũng xảy ra trong khi Shinzō Abe, Thủ tướng Nhật Bản đang đến thăm Tehran. Thủ tướng Nhật Bản Abe đã mang một bức thư từ Donald Trump tới nhà lãnh đạo tối cao của Iran Ayatollah Ali Khamenei, người từ chối trao đổi tin nhắn với Trump, nói rằng tôi không thấy Trump xứng đáng với bất kỳ trao đổi tin nhắn nào, và tôi không có bất kỳ trả lời nào cho ông ấy, bây giờ hoặc trong tương lai. Theo Bộ Kinh tế, Thương mại và Công nghiệp Nhật Bản, các tàu mục tiêu đang chở "hàng hóa có liên quan đến Nhật Bản.

## Vụ việc

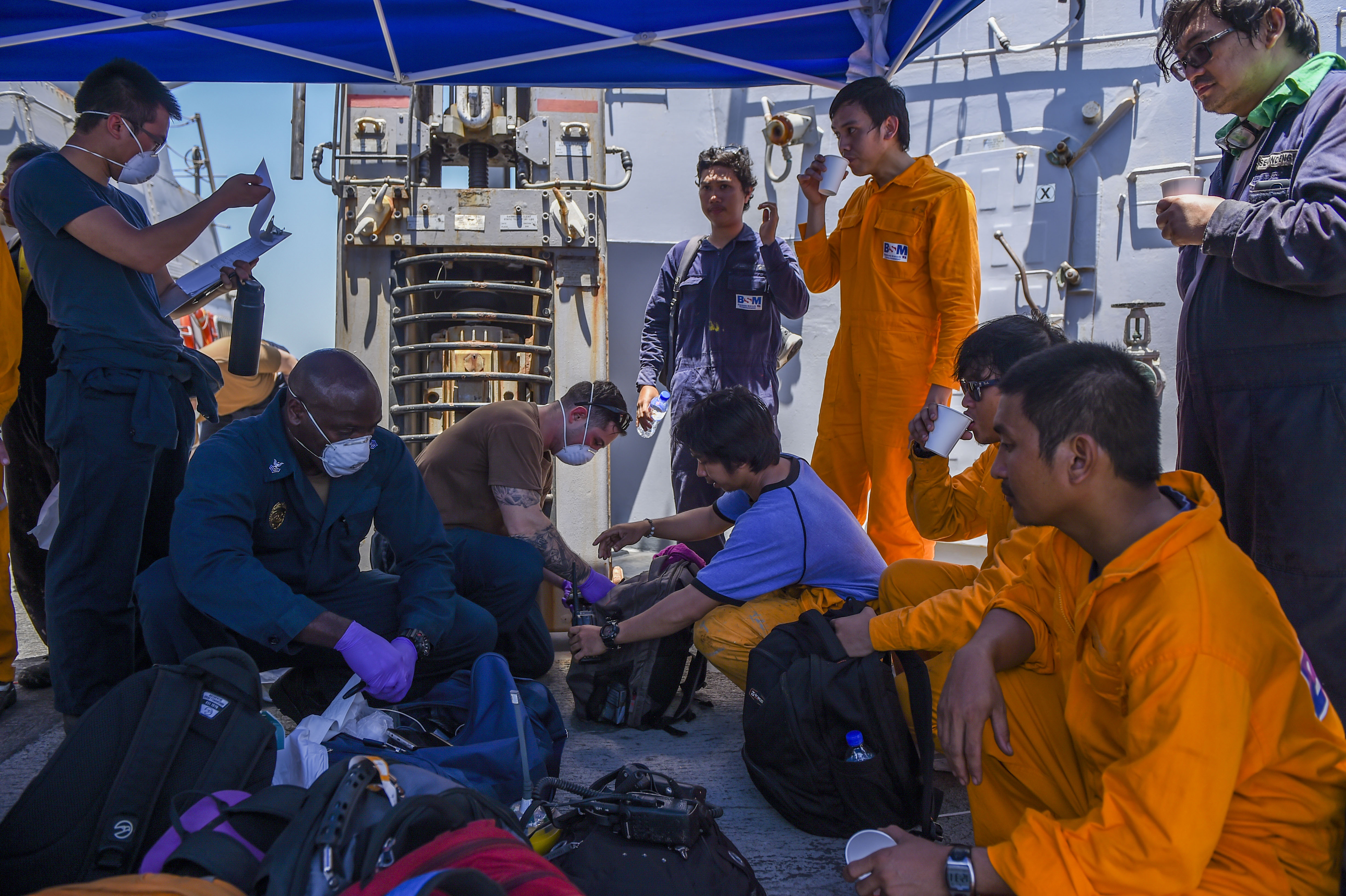
Thủy thủ Hải quân Mỹ giúp đỡ thủy thủ Kokuka Courageous trên boong

Vào ngày 13 tháng 6 năm 2019, Front Altair và Kokuka Courageous đều đi qua vịnh Oman hướng về phía đông nam trong vùng biển quốc tế. Theo một tuyên bố không có căn cứ của một Pat Hoa Kỳ. Chính thức, trong khi chèo thuyền qua Vịnh, một số tàu Iran đã được quan sát bởi một máy bay không người lái MQ-9 Reaper của Mỹ để tiếp cận hai tàu buôn. Một tên lửa đất đối không được bắn vào máy bay không người lái của Mỹ, đã trật mục tiêu. Theo quân đội Hoa Kỳ, tên lửa là một SA-7 đã được sửa đổi và được bắn từ lục địa Iran. 
Tại một số thời điểm sau sự cố với máy bay không người lái, vụ nổ xảy ra trên cả Front Altair và Kokuka Courageous. CPC Corporation, đang ký hợp đồng với Front Altair, đã báo cáo rằng nó có thể đã bị trúng ngư lôi vào khoảng 04:00 GMT ngày 13 tháng Sáu. Vỏ tàu của Kokuka Courageous được cho là đã bị phá vỡ trên mực nước ở phía mạn phải. Theo Hải quân Hoa Kỳ, một tín hiệu báo lâm nguy Front Altair đã nhận được vào lúc 02:12 GMT (06:12 giờ địa phương) và một cuộc gọi từ Kokuka Courageous lúc 03:00 GMT (07:00 giờ địa phương).
Cả hai tàu đều bốc cháy, nhưng Frontline và Kokuka Sangyo (liên kết với Công ty hóa chất khí đốt Mitsubishi), chủ sở hữu tương ứng của hai tàu, báo cáo rằng tất cả các thuyền viên từ cả hai tàu đã sơ tán thành công. Thông tấn xã Iran (IRNA) ban đầu báo cáo rằng Front Altair đã bị chìm, nhưng tuyên bố này sau đó đã bị phủ nhận bởi một phát ngôn viên của Mặt trận. Các báo cáo khác cho rằng các cuộc tấn công có thể liên quan đến các mìn buộc vào đáy tàu. Iran báo cáo rằng họ đã giải cứu tất cả 44 thành viên thủy thủ đoàn của cả hai tàu và đưa họ đến Iran. Tuy nhiên, Hải quân Hoa Kỳ đã phản ứng để hỗ trợ cả hai tàu sau cuộc tấn công và báo cáo đã giải cứu một số thủy thủ đoàn. Một tàu Hà Lan trên đường đến Dubai đã giải cứu 21 người, chủ yếu là người Philippines, từ Kokuka Courageous. Điều này đã được xác nhận bởi công ty vận chuyển Hà Lan Acta Marine. Các thành viên phi hành đoàn [săn bắn] đã nhìn thấy một thứ đáng ngờ trên thân tàu, nhưng không thể xác định được. Sau bốn giờ, thủy thủ đoàn được giải cứu đã được bàn giao cho một "tàu liên minh". Thuyền viên của Front Altair lần đầu tiên được cứu bởi một tàu Hàn Quốc gần đó, Hyundai Dubai. Công ty hàng hải Hyundai Merchant Marine Co đã xác nhận việc giải cứu và tuyên bố rằng con tàu sau đó đã bàn giao các thuyền viên được giải cứu cho một chiếc thuyền cứu hộ của Iran. Có những báo cáo rằng ngay sau khi các thuyền viên sơ tán, những con tàu giải cứu họ đã bị bao vây bởi những chiếc thuyền quân sự của Iran. Nó đã được yêu cầu để bàn giao các thủy quân lục chiến vào nơi giam giữ của họ. Một trong những tàu cứu hộ dân sự cuối cùng đã tuân thủ yêu cầu này.
Các quan chức Hoa Kỳ nói rằng tàu khu trục tên lửa dẫn đường USS Bainbridge đã giải cứu 21 thành viên phi hành đoàn khỏi một chiếc tàu kéo đã giải cứu họ khỏi tàu chở dầu Kokuka Courageous đang cháy. Đoàn thủy thủ gồm 23 người của Front Altair của Frontline đã được chuyển đến một tàu hải quân Iran và rời cảng tại một địa phương của Iran, sau đó được chuyển đến Bandar Abbas. v Cả tàu chở dầu đều không bị chìm trong vụ tấn công, mặc dù thiệt hại đáng kể. Hải quân Hoa Kỳ sau đó đã gửi một tàu khu trục khác USS Mason đến địa điểm xảy ra vụ việc.
Sau vụ việc, Kokuka Courageous bị kéo đến cảng Kalba ở Các tiểu vương quốc Ả Rập thống nhất. Công ty Boskalis của Hà Lan được chỉ định để trục vớt cả Kokuka Can đảm và Front Altair.
Vào ngày 15 tháng 6, thủy thủ đoàn của Front Altair đã đến Dubai, Các Tiểu vương quốc Ả Rập Thống nhất, trên chuyến bay của Iran Air từ Bandar Abbas, Iran. Robert Hvide Macleod, Giám đốc điều hành của Frontline Management cho biết "Mọi người đều được chăm sóc rất tốt ở Iran và mọi người đều ở trong tình trạng tốt".